# Erdbeben von Buinzahra 1962
Das Erdbeben von Buinzahra ereignete sich am 1. September 1962 im Iran um 22:50 Uhr Ortszeit. Bei dem Erdbeben mit einer Magnitude von 7,0 MW kamen mehr als 12.000 Menschen ums Leben.

## Tektonik

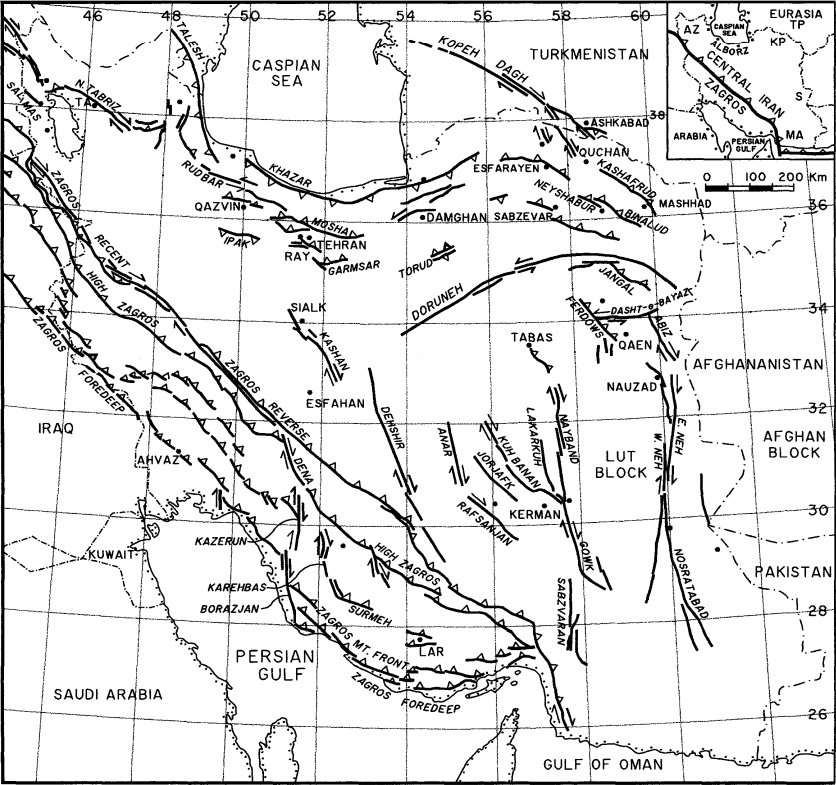
Tektonische Strukturen im Iran; die Ipak-Verwerfung am östlichen 50. Längengrad etwas südlich des 36. Breitengrades

Das Erdbeben ereignete sich an der westnordwest-ostsüdöstlich verlaufenden Ipak-Verwerfung, der Herdvorgang war eine Mischform aus einer sinistralen Blattverschiebung und einer Aufschiebung. Das Epizentrum des Erdbebens lag im Verwaltungsbezirk Buinzahra der Provinz Qazvin, etwa 130 Kilometer westlich der iranischen Hauptstadt Teheran. Es hatte eine Herdtiefe von 15 Kilometern. Die Magnitude des Bebens betrug 7,0 auf der Momenten-Magnituden-Skala, seine Epizentralintensität erreichte Stufe IX auf der Modifizierten Mercalli-Skala. Das Beben war fast im gesamten nördlichen Iran zu spüren und dauerte etwa 40 Sekunden.
Entlang der Verwerfung bildete sich an die Erdoberfläche ein Versatz der Schollen über mehr als 100 Kilometer, der eine vertikale Verschiebung der südlichen Scholle von bis zu einem Meter und eine laterale Verschiebung von bis zu 10 Zentimetern aufwies. Durch das Beben wurden kleine Erdrutsche und Felsstürze ausgelöst.

## Opfer und Schäden
Bei dem Beben kamen 12.225 Menschen ums Leben und mehrere Tausend wurden verletzte. In 294 Dörfern wurden über 21.000 Häuser zerstört. Zahlreiche Nutztiere verendeten.
Das Erdbeben gab den Anstoß für die Formulierung der ersten Bauvorschriften für erdbebensicheres Bauen in Iran, die 1969 in Kraft traten.

## Belege
1. 1 2 3 4  N. N. Ambraseys: The Buyin-Zara (Iran) earthquake of September, 1962 a field report. In: Bulletin of the Seismological Society of America. Band 53, Heft 4. 1963, S. 705–740 (englisch).
2. ↑  Manuel Berberian: The 1962 Earthquake and Earlier Deformations Abong [sic] the Ipak Earthquake Fault. In: Geological Survey of Iran. Band 39. 1976, S. 419–427, Digitalisat (PDF; 645 kB) auf bayanbox.ir (englisch).
3. ↑  M 7.0 - western Iran. USGS, abgerufen am 1. September 2020 (englisch).
4. 1 2  Significant Earthquake Information: Iran: Buyin-Zara. NCEI/WDS Global Significant Earthquake Database. NOAA National Centers for Environmental Information, abgerufen am 23. September 2020 (englisch).
5. ↑  Manuel Berberian: Earthquakes and Coseismic Surface Faulting on the Iranian Plateau. (= Developments in Earth Surface Processes. Band 17) Elsevier, 2014, ISBN 978-0-444-63297-5, S. LIII.